# Erling Jørgensen (embedsmand)
 Der er flere personer med dette navn, se Erling Jørgensen.
Erling Jørgensen (13. januar 1931 i Lejre – 15. december 1990) var en dansk embedsmand, bror til Eigil Jørgensen.
Jørgensen var søn af gårdejer, senere undervisningsminister Jørgen Jørgensen (1888-1974) og Ester Frandsen (1893-1976) og voksede op i et politisk domineret hjem, som også var præget af grundtvigianismen. Han blev student fra Roskilde Katedralskole 1950 og cand.polit. 1956 fra Københavns Universitet.
Dernæst blev Jørgensen sekretær i det statistiske departement 1956, forskningsleder i Socialforskningsinstituttet 1963, kontorchef i Danmarks Statistik 1969, afdelingschef fra 1973. Samme år blev han formand for regeringens centrale uddannelsesråd. 1975 afløste Jørgensen Erik Ib Schmidt som departementschef i Finansministeriet, hvor han hentede Jørgen Rosted ind som økonom. I foråret 1988 blev Erling Jørgensen udnævnt til en direktørpost i Den Europæiske Investeringsbank i Luxembourg og blev afløst af Hans Würtzen. Erling Jørgensen døde allerede 1990.
Han gennemførte undervisning på Københavns Universitet 1957-70, var censor ved Handelshøjskolen i København fra 1965 og ved Københavns Universitet fra 1970.
Han blev gift 5. september 1953 med Kirsten Jørgensen.